# Jeu traditionnel et régional
 (juillet 2023).
 (juillet 2023).
Si vous disposez d'ouvrages ou d'articles de référence ou si vous connaissez des sites web de qualité traitant du thème abordé ici, merci de compléter l'article en donnant les références utiles à sa vérifiabilité et en les liant à la section « Notes et références ».

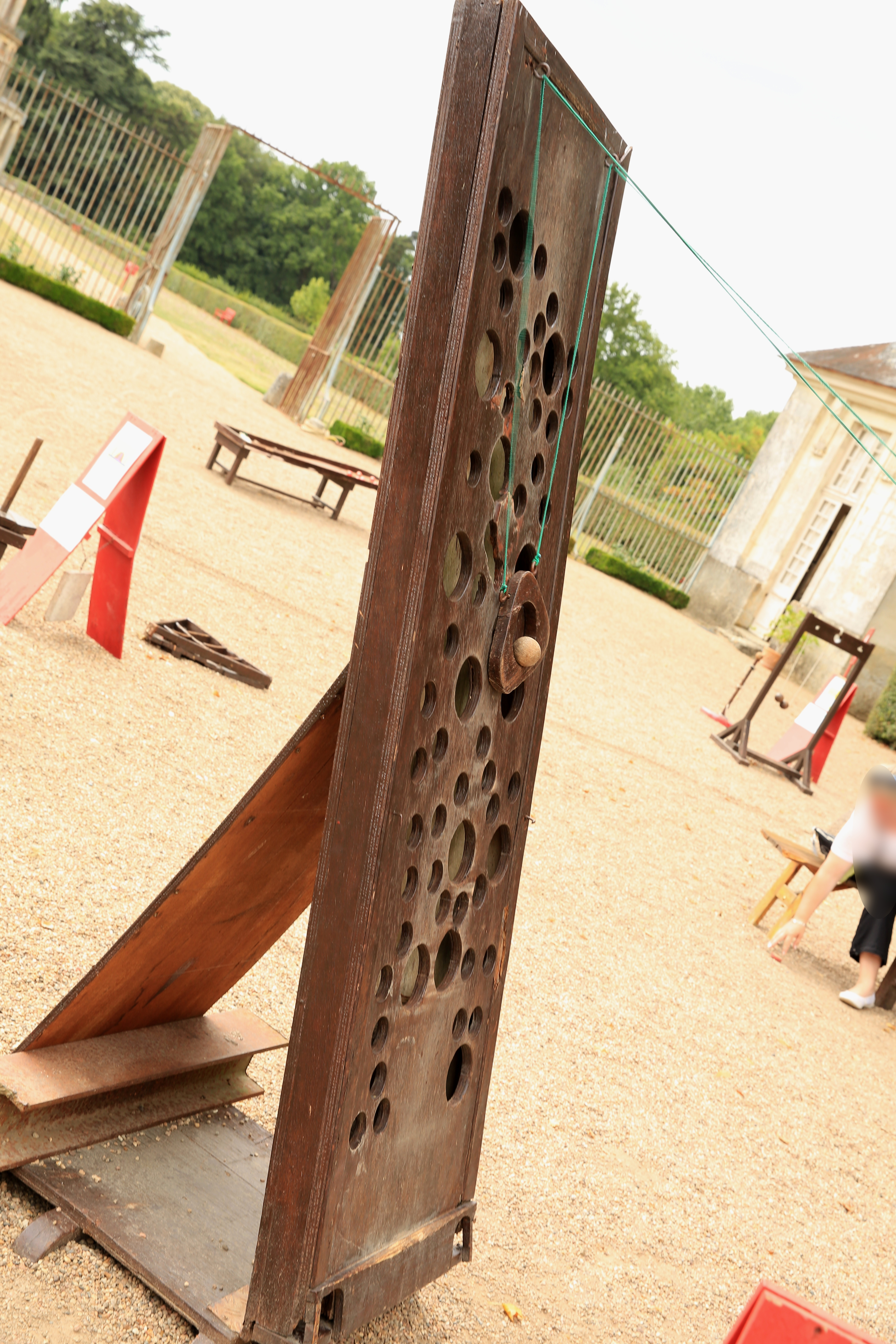
Jeu du gruyère ou de remonte-balle, à l'entrée du Domaine de Chanteloup près d'Amboise

Ces jeux étaient utilisés lors des fêtes, dans les estaminets ou dans la rue.

## Définition
Les jeux traditionnels sont des activités ludiques. Ils ont souvent marqué une époque ou une région précise.
Les jeux traditionnels représentent un patrimoine très riche des régions et notamment en Picardie.
Encore pratiqués aujourd'hui, leur succès provient, sans doute, du fait qu'ils aiguisent la réflexion, l'éducation, la sociabilité de chacun. De plus, leur fabrication fait appel à des matières traditionnelles telles que le bois ou le métal qui rend la manipulation de ses jeux agréables.
Les jeux traditionnels permettent également de découvrir une culture, une manière d'être d'une population à une certaine époque. Ils regroupent aussi bien les jeux d'adresse que les jeux de réflexion.

## Liste des jeux

### France (toutes régions)
- Jeu de la grenouille[1]
- Jeu du remonte-balle (trou qui monte)

#### Bretagne
- Birinig
- Boultenn
- Boule plombée du pays de Morlaix
- Trou du chat

#### Gascogne
- Jeu de Quilles au Maillet

#### Picardie
- Jeu du tonneau
- Jeu de l'assiette
- Javelot Tir sur Cible
- Jeu d’Écus (pièces sur plomb)

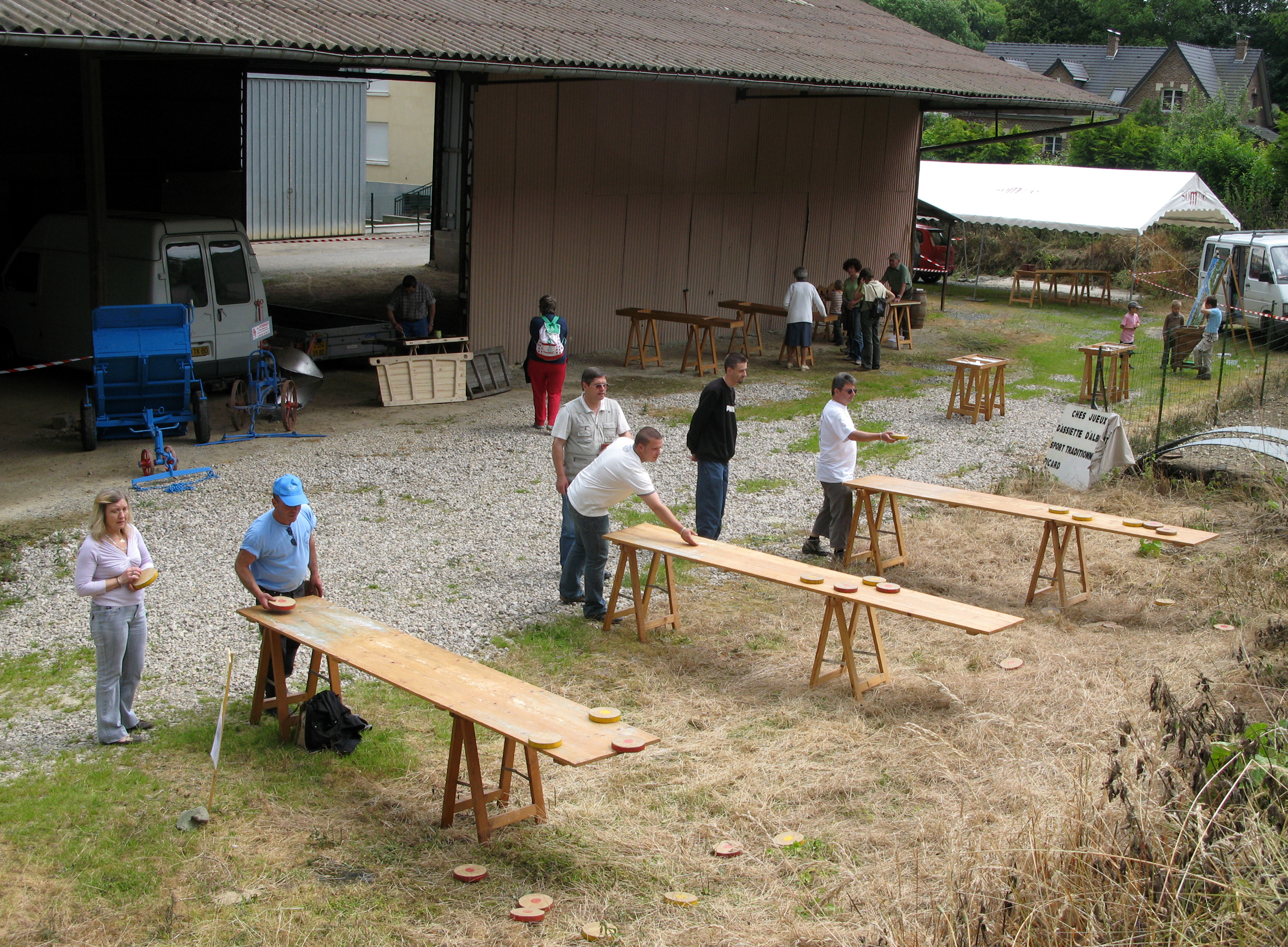
Jeu de l'assiette, dans un petit village de la Somme.

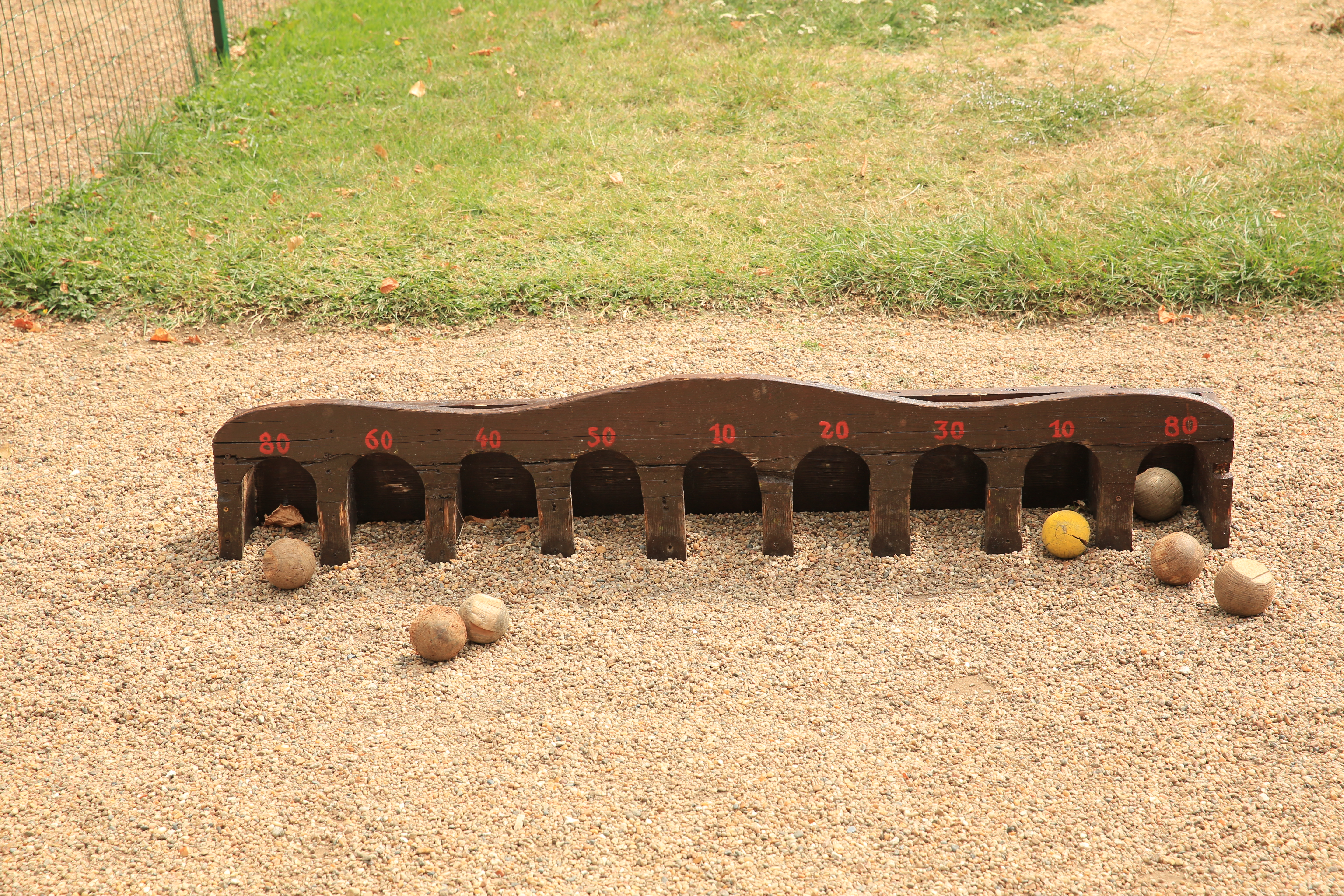
Jeu de trou madame, à l'entrée du Domaine de Chanteloup près d'Amboise

- Quilles (Ponthieu et Thiérache Avesnois)
- Passe Boules
- Billon
- Guise
- Trou Madame
- Banzaye

#### Touraine
Domaine de Chanteloup près d'Amboise